# Music Chef
music Chef（ミュージックシェフ）は、エイベックス・デジタル子会社の株式会社ETスクウェアが提供する自動車向け音楽配信サービス。

## 概要
- music Chef（ミュージックシェフ）は、音楽ナビゲーター「シェフ」が、いまの気分や聴くシーンにあわせて、ユーザー専用の選曲を届ける音楽配信サービス。聴けば聴くほどユーザーの音楽の好みを学習し、新しい音楽たちと出会うことができるとしている[1]。2014年12月2日、2015年1月31日をもってサービス終了することが発表された。

- Android、iPhoneで利用可能
- 配信方式はAAC96kのストリーミング配信

## 沿革
- 2011年
  - 10月1日 - 豊田通商株式会社および株式会社豊通エレクトロニクス、株式会社イーライセンスの出資により株式会社ETスクエアを設立[2]。
  - 10月19日 - 「music Chef」のサービス開始。
- 2013年
  - 10月16日 - 株式会社ETスクエアはエイベックス・エンタテインメント株式会社の完全子会社となる[3]。
- 2015年
  - 1月31日 - サービス終了

## シェフ、特集
「」内は番組タイトル
シェフ
- 浜崎あゆみ　「ayu's favorite」
- 藤井フミヤ　「FF Steering」
- ダレノガレ明美　「Happy Switch」
- 道端アンジェリカ　「S Cawaii! Hits」
- 小室哲哉　「TK HISTORY」
- MINMI　「It's MIN's」
- 奥田民生　「OT's Select」
- 皆藤愛子　「あいこ♪ミュージック」
- デーブ・スペクター　「J-POP '90s」
- 高樹千佳子　「chiitaka's favorites」
- 小林克也　「ベストヒットUSA」
- はるな愛　「アイドルヒストリー」

特集
- a-nation HITS
- J-POP NOW!!
- J-POP'10s
- J-POP'00s
- J-POP'90s
- J-POP'80s
- J-POP'70s
- R-30ビルボード
- R-40ビルボード
- R-50ビルボード
- CLUB HITS
- ANIME SYNC
- J-ROCK'90s～
- J-ROCK'80s
- CM STYLE
- J-WAVE 81.3FM
- オールナイトニッポン
- 走れ！歌謡曲
- キラキラ☆アイドル歌謡
- Groovy Drive
- HARD'N'HEAVY
- CLASSIC Style

## 利用料金
Android版
- fullプラン（月額継続）：350円
- ful-fullプラン（月額継続）：900円

iPhone版
- fullプラン：350円
- ful-fullプラン：900円

※すべて税込み

## 参加レーベル
ソニーミュージックエンタテインメント、ユニバーサルミュージック、エイベックス・マーケティング、EMIミュージック・ジャパン、ワーナーミュージックジャパン、ビクターエンタテインメント、日本コロムビア、ポニーキャニオン、テイチクエンタテインメント、フォーライフミュージックエンタテイメント、アップフロントワークス、オフィスオーガスタ、渡辺音楽出版、ホリプロ、ヤマハミュージックパブリッシング、シンコーミュージック・エンタテインメント、フジパシフィック音楽出版、ユーズミュージック、ポリスター・ソングス